# Westdeutscher Rundfunk Köln
La Westdeutscher Rundfunk Köln (WDR; in italiano: lett. Radio della Germania Ovest), è l'emittente radiotelevisiva pubblica locale del Land tedesco della Renania Settentrionale-Vestfalia, ed è affiliata ad ARD. La sede principale è situata a Colonia. Nacque nel 1956 a seguito della divisione della Nordwestdeutscher Rundfunk in NDR e, appunto, WDR.